# Pseudopeplia dorilis
Pseudopeplia dorilis är en fjärilsart som beskrevs av Bates 1866. Pseudopeplia dorilis ingår i släktet Pseudopeplia och familjen Riodinidae. Inga underarter finns listade.